# Pachomios
Svatý Pachomios, řecky Παχώμιος, (cca 292 – 346) byl egyptský mnich, zakladatel cenobitského života, prvního cenobitského kláštera a tvůrce Pachomiovy řehole. Do dějin se zapsal také jako otec-poustevník (eremita). Pachomios je ctěn jako svatý, v koptské církvi je jeho svátek slaven 9. a v pravoslavné a římské církvi 15. května.

## Život a smrt
Pachomios se narodil přibližně roku 292 v Thébách v Egyptě jako pohan. Vstoupil do armády Konstantina Velikého a v roce 312 se na jednom z tažení setkal s křesťanstvím, které jej postupně získalo na svou stranu. Po skončení války se Pachomios nechal pokřtít a odešel do křesťanské kolonie poustevníků nacházející se na východním břehu Nilu. Založil v Egyptě v roce 318 první klášter, ve kterém žili tzv. cenobité. Pachomios zemřel kolem roku 346. Pachomiova řehole se dochovala v latinském překladu svatého Jeronýma z roku 404 jako jedna z předchůdců řehole Benediktovy.

## Činnost
Pachomios je považován za zakladatele první formy klášterního života. Mniši-poustevníci, žijící dosud v duchu pravidel svatého Antonína, začali žít asketickým životem na jednom místě obehnaném zdí podle nových pravidel Pachomiovy řehole. Ta určovala režim dne, rovnoměrné rozdělení práce a modliteb ap. Podle Pachomiovy řehole se mniši měli kromě modliteb věnovat také fyzické práci. Obyvatelé klášterů pocházeli převážně z rolnického prostředí, proto se jednalo především o práce na polích a zahradách. Sám Pachomios po založení kláštera ještě několik let žil v poušti jako poustevník a vešel tak do historie jako jeden z otců-poustevníků. Nutno dodat, že zřejmě proto není cenobitní život vyloženě klášterním společenstvím. Mniši sice určitou část dne tráví společně, ale každý obývá vlastní malou celu a většinu dne tráví osamoceně. Jde o nový model mnišství nazývaný podle řeckého koinos bios, společný život. Pachomios založil ještě devět mužských a dva ženské kláštery.